# 4130-as mellékút (Magyarország)
A 4130-as számú mellékút egy bő 10 kilométer hosszú, négy számjegyű országos közút Szabolcs-Szatmár-Bereg vármegye keleti részén; Kisar, Nagyar és Szatmárcseke településeket köti össze.

## Nyomvonala
Kisar belterületének déli szélétől nem messze, de még külterületen ágazik ki a 4127-es útból, nem sokkal annak 17. kilométere után, észak felé. Szinte azonnal belép a község lakott területére, ahol a Tisza utca nevet viseli. Mintegy 700 méter után, a tiszai árvízvédelmi töltés nyomvonalának elérése előtt kelet-délkeleti irányba fordul és Petőfi Sándor utca lesz a neve. Megközelítőleg 1,8 kilométer megtétele után lép ki a községből, és kevéssel azután már Nagyar területén jár.
Mintegy 1 kilométernyi külterületi szakasz után éri el Nagyar belterületét, ahol Árpád utca, majd Petőfi út néven folytatódik. A lakott terület keleti szélét elérve áthalad az Öreg-Túr felett, aminek túlpartján már szatmárcsekei határban húzódik tovább, északkeleti, sőt később egy szakaszon majdnem egészen északi irányt véve. A hidat elhagyva még körülbelül 5 kilométeren keresztül halad külterületek közt, utána éri el Szatmárcseke nyugati szélét. Itt Toldi utca, majd Kölcsey utca a neve, kelet felé haladva, így ér véget a település központjában, beletorkollva a 41 125-ös számú mellékútba, majdnem pontosan annak 4. kilométerénél.
Teljes hossza, az országos közutak térképes nyilvántartását szolgáló kira.gov.hu adatbázisa szerint 10,335 kilométer, utolsó kilométerszelvényét az oldal 3+7335 formában tünteti fel. Kilométer-számozása amúgy az oldal térképén kissé zavaros, a térképről lemérhető hossza 11 kilométernél is többnek tűnik.

## Települések az út mentén
- Kisar
- Nagyar
- Szatmárcseke

## Története
A Hazafias Népfront lapja 1972-ben sürgető feladatként említette a Szatmárcseke és Nagyar közötti földút lekövezését. 1982-re tervezték ugyanennek az útszakasznak 2600 méter hosszban műúttá építését. A munkák 1983 végére fejeződtek be.